# Considerantes dudum
Considerantes dudum е папска була на римския папа Климент V, издадена на събора във френския град Виен на 6 май 1312 г., с която се разграничава юрисдикцията на делата на членовете на Орден на тамплиерите: ръководителите на ордена се съдят от папата, а редовите рицари – от епархийските епископи.
С булата си взема решение за бъдещето на всички арестувани бивши членове на ордена. Тези, които признават грешките си и показват искрено покаяние, получават право да преминат в друг манастир или религиозен орден, или както някои братя в Англия, Испания и Италия, дори да живеят за сметка на доходите на бившите имоти на ордена. Тамплиерите, които все още не са призовани за разпит или са били извън властта на Църквата, получават едногодишен срок, който започва да тече от датата на публикуване на булата, за да се представят пред юрисдикцията на съответната епархия, като ако не сторят това в дадения срок, да бъдат отлъчени от църквата и осъдени като еретици.